# Вишківський перевал
Ви́шківський перева́л — один із перевалів в Українських Карпатах.
Розташований у південно-західній частині Ґорґанів, на вододілі річок Свічі та її притоки Мизунки. Висота над рівнем моря — 931 м (за іншими даними — 988 м). Розташований між селами Мислівкою і Вишковом (звідси й назва), в межах Калуського району Івано-Франківської області. Перевалом проходить автошлях Долина — Хуст (Автошлях Р 21). Південний схил перевалу дещо крутіший, північний — більш пологий, спускається в долину річки Ільниці (ліва притока Свічі).
Найближчі населені пункти: с. Вишків, с. Мислівка.
- Деякі давніші джерела, наприклад довоєнні польські карти, помилково називають цей перевал одночасно Вишківським і Торунським, хоча насправді це два різні перевали (Торунський перевал розташований на південь від села Вишкова, а Вишківський — на північ).[джерело?]